# Eresma

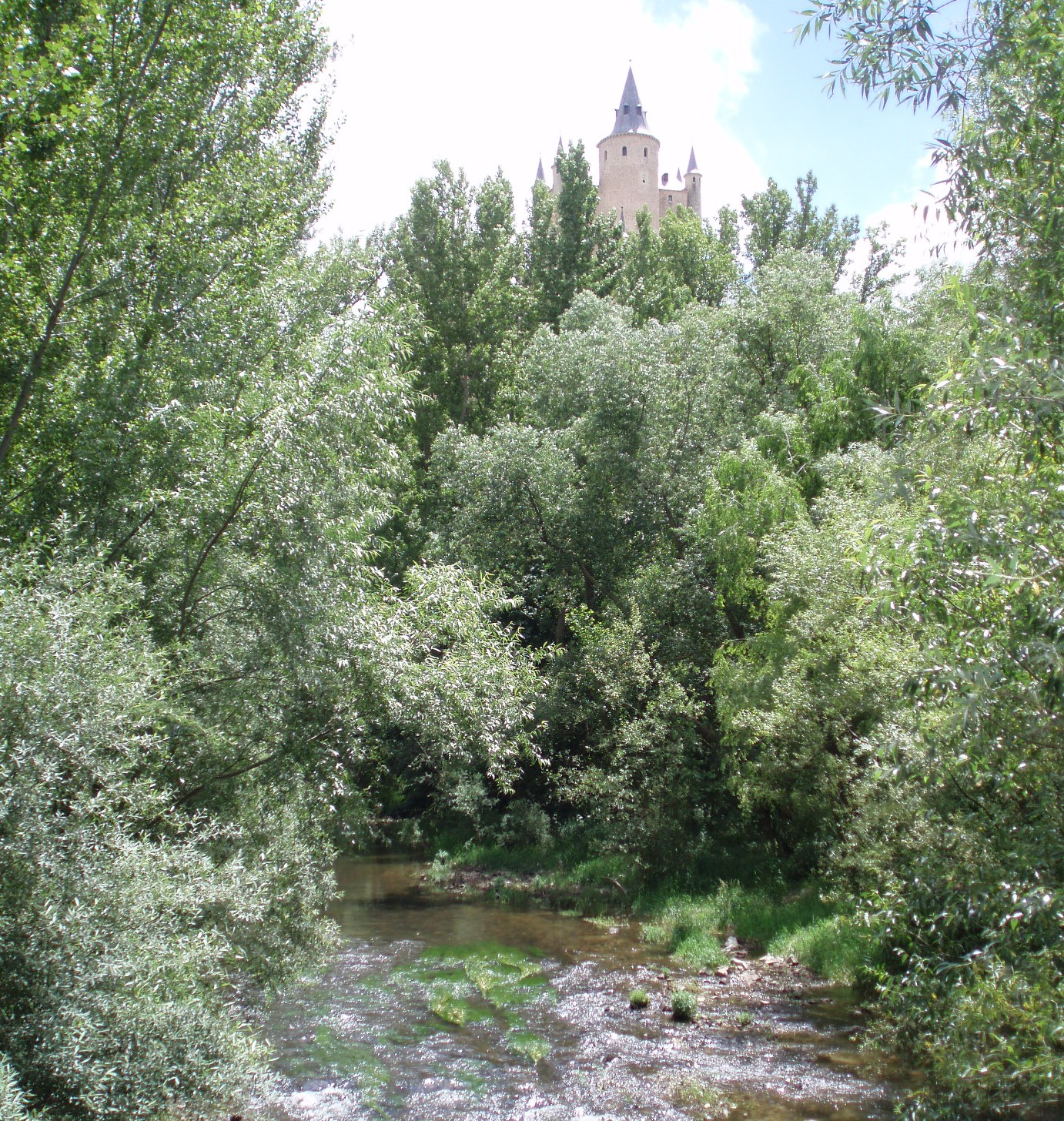
El riu al seu pas per Segòvia als peus de l'Alcàsser

L'Eresma és un riu d'Espanya que neix a la serra de Guadarrama i passa per Segòvia. Abans d'arribar al Duero s'uneix a l'Adaja.